# Phlebotomus transcaucasicus
Phlebotomus transcaucasicus är en tvåvingeart som beskrevs av Perfiliew 1937. Phlebotomus transcaucasicus ingår i släktet Phlebotomus och familjen fjärilsmyggor. Inga underarter finns listade i Catalogue of Life.